# Sibuyan
Sibuyan is een eiland centraal in de Filipijnen op 300 kilometer ten zuidoosten van Manilla en 275 kilometer ten noordwesten van Cebu. Het eiland is na Tablas het grootste eiland van de provincie Romblon. Sibuyan is minder ontwikkeld dan de andere twee grote eilanden van Romblon. Op het eiland woonden tijdens de laatste officiële bevolkingstelling in 2007 56.541 mensen.
Het eiland is biologisch gezien buitengewoon interessant. In het Mt. Guiting-Guiting Natural Park komen nog vele unieke planten- en dierensoorten voor. Doordat nog ongeveer 70% van het eiland begroeid is met bossen is de teruggang van de hier voorkomende soorten minder problematisch dan op andere Filipijnse eilanden.

## Geografie

### Topografie
Het eiland Sibuyan ligt tussen 12°17' en 12°30' noorderbreedte en 122°26' en 122°42' oosterlengte. De dichtstbijzijnde grote eilanden zijn Luzon op 102 kilometer ten noordoosten, Mindoro op 72 kilometer ten noorden en Panay op 67 kilometer ten zuiden van Sibuyan. Kleinere eilanden in de buurt zijn Romblon op 12,5 kilometer ten oosten en Tablas op 33 kilometer ten oosten.

### Bestuurlijke indeling
Sibuyan ligt in de provincie Romblon en is onderverdeeld in de drie gemeenten Cajidiocan in het noordoosten, Magdiwang in het noordwesten en San Fernando in het zuiden. Deze gemeenten zijn weer onderverdeeld in 35 barangays

### Landschap
Het eiland Sibuyan is omstreeks 456 km² groot. De maximale afstand van noord naar zuid is 24 kilometer en van oost naar west 28 kilometer. Ongeveer 70% van het eiland is nog begroeid met bossen, waarvan nog ongeveer 100 tot 150 km² primaire bossen. Een deel hiervan is, voor de Filipijnen nog erg zeldzaam voorkomend, laaglandbos. Langs de stranden van het eiland bevinden zich veelal stroken palmbomen. Langs de oostkust zijn veel mangrovegebieden te vinden, terwijl aan de westkust het laagland een savanne-achtig karakter heeft. Een deel van het laagland wordt gebruikt om rijst te verbouwen en het grootste deel van het binnenland is bergachtig gebied. De twee hoogste bergen op het eiland zijn Mount Guiting-Guiting met een hoogte van 2057 meter en Mount Nailog van 789 meter.

### Klimaat

#### Temperatuur
Qua temperatuur is de maand mei het warmst, met een maximum gemiddelde temperaturen van 32.7 graden Celsius en een minimum van 25,6 graden Celsius, terwijl de maand januari het koudst is, met een maximum gemiddelde temperaturen van 28.6 graden Celsius en een minimum van 23,5 graden Celsius

#### Regenval
Qua regenval is Sibuyan in te delen in type III (zie ook Klimaat van de Filipijnen). Dat houdt in dat het er relatief droog is van november tot en met april en relatief nat de rest van het jaar.

#### Wind
In de periode november tot mei komt de wind meestal uit het noordoosten, terwijl de rest van het jaar de wind normaal gesproken uit het zuidwesten komt. Sibuyan ligt aan de zuidkant van de tyfoongordel en krijgt daarom regelmatig te maken met ten noorden van het eiland langstrekkende tyfoons.

## Economie
De belangrijkste pijlers van de lokale economie zijn de landbouw, de visserij en de handwerkindustrie.

## Flora en fauna van Sibuyan
Het eiland Sibuyan heeft een bijzonder rijke en diverse flora en fauna. Tijdens de laatste ijstijd was de zeespiegel ongeveer 120 meter lager dan het huidige niveau. Veel eilanden in de Filipijnen kwamen daarom via vrijgevallen landbruggen aan elkaar te liggen. Sibuyan is echter niet met andere eilanden verbonden geweest, omdat de zee rond het eiland erg diep is. Het eiland is hierdoor een van de te onderscheiden biogeografische zones in de Filipijnen en diverse soorten komen dan ook alleen op dit eiland voor.

### Fauna

#### Zoogdieren
Doordat Sibuyan in het Pleistoceen niet met andere eilanden was verbonden, is op het eiland een aantal unieke zoogdieren te vinden. Minstens vier soorten (Chrotomys sibuyanensis en onbeschreven soorten uit de geslachten Apomys, Rattus en Haplonycteris) komen alleen op het eiland zelf voor, en een andere Apomys en Crocidura mindorus worden slechts gedeeld met respectievelijk Groot-Negros-Panay en Mindoro. Daarnaast zijn hier meer bijzondere zoogdiersoorten te vinden zoals, de door de IUCN als bedreigd geclassificeerde Filipijnse buisneusvleermuis komt hier voor. Naast deze soort zijn op Sibuyan nog 16 andere vleermuissoorten te vinden. Op Sibuyan leven twee soorten roofdieren, de loewak en de Maleise civetkat; deze komen op meerdere plekken in de Filipijnen en daarbuiten voor. Verder is op Sibuyan de Java-aap te vinden.

#### Vogels
Diverse voor de Filipijnen endemische vogels komen op Sibuyan voor. Enkele voorbeelden zijn de hoefijzermuskaatduif, de Filipijnse muskaatduif en de rosse paradijsmonarch. Ook de bijna-endemische blauwnekpapegaai is er te vinden. Een andere bedreigde vogelsoort die hier te vinden was is de Filipijnse kuifarend. Onduidelijk is echter of deze vogel hier inmiddels uitgestorven is. Een van de tien ondersoorten van de Filipijnse vleermuisparkiet (L. Philippensis bournsi) komt zelfs alleen op Sibuyan voor. Verder zijn vier van de acht in de Filipijnen voorkomende ijsvogels op Sibuyan te vinden.

### Flora

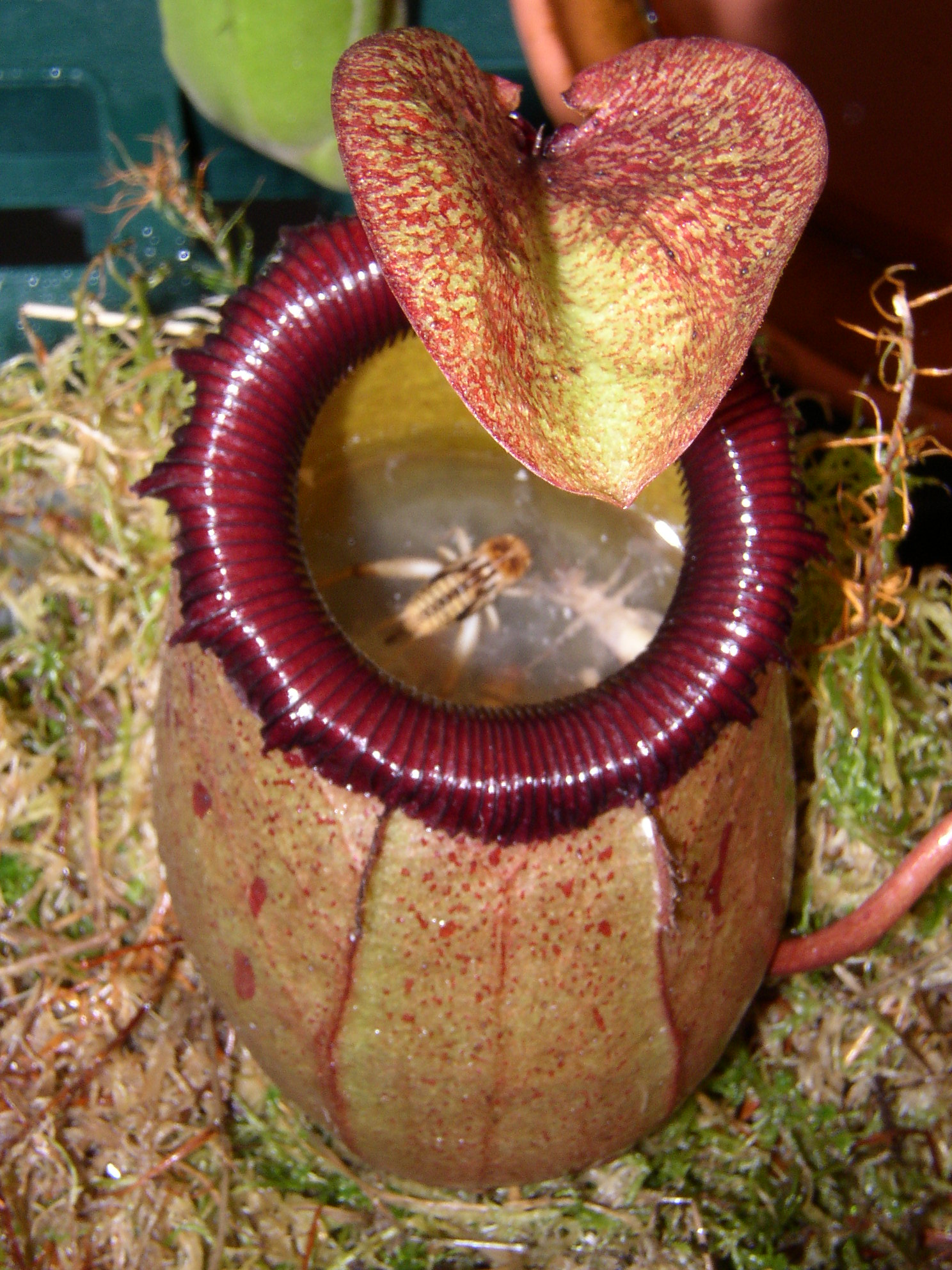
Nepenthes sibuyanensis

Ook de flora op Sibuyan is bijzonder divers. Zo komen er naar schatting omstreeks 700 soorten vaatplanten voor. Hiervan zijn zeker 54 soorten endemisch. Een van de bijzondere plantensoorten die op voorkomen op het eiland Sibuyan is Nepenthes sibuyanensis. Deze soort uit het geslacht bekerplant eet insecten die gevangen worden met behulp van een ongeveer 30 grote beker. Ook een andere bekerplant, Nepenthes alata, komt voor op het eiland.
De vegetatie op Sibuyan is op te delen in een aantal soorten:

#### Mangrove
Langs de noordkust van het eiland bevinden zich, op zeeniveau, diverse stroken mangrove. Veel van deze gebieden zijn relatief ongestoord van menselijke invloeden. Een uitzondering hierop is het gebied bij Danao tussen Silum en Cajidiocan waar een deel van de mangrove is veranderd in een vissenkwekerij.

#### Landbouwgrond
Grote delen van het laagland op het noordelijke deel van het eiland zijn door de bewoners van Sibuyan omgezet in landbouwgrond. Hier zijn voornamelijk, rijstvelden, bananenplanten, kokospalmen en mangobomen te vinden. Verder wordt een deel van het laagland gebruikt voor gras, waarop het vee kan grazen. Op sommige plekken heeft wat herbebossing plaatsgevonden